# Eleocharis bolanderi
Eleocharis bolanderi là loài thực vật có hoa trong họ Cói. Loài này được A.Gray mô tả khoa học đầu tiên năm 1868.